# Calodema wallacei
Calodema wallacei es una especie de escarabajo del género Calodema, familia Buprestidae. Fue descrita científicamente por Deyrolle en 1864.
Se distribuye por Australia. Mide aproximadamente 38 milímetros de longitud.